# Omar Ennaffati
Omar Ennaffati (ungarisch Ennaffati Omar; * 26. April 1980 in Toronto, Ontario) ist ein ehemaliger kanadisch-ungarischer Eishockeyspieler, der zuletzt auf Amateurebene bei den Dundas Real McCoys aus Hamilton in Ontario spielt.

## Karriere
Omar Ennaffati wurde als Sohn eines Marokkaners und einer Ungarin im kanadischen Toronto geboren. Er begann seine Karriere bei den North Bay Centennials aus der Ontario Hockey League, die ihn bei der OHL Priority Selection 1997 in der fünften Runde als insgesamt 75. Spieler ausgewählt hatten. 1999 wechselte er zum Ligarivalen Mississauga Ice Dogs, wo er bis 2001 verblieb, er spielte aber zwischenzeitlich auch einige Spiele für Greenville Grrrowl aus der East Coast Hockey League. Die Spielzeit 2001/02 verbrachte er bei New Orleans Brass ebenfalls in der ECHL. Als dieses 2002 kurz nach Beginn der Folgesaison aufgelöst wurde, nahm er ein Studium an der Saint Francis Xavier University in Antigonish auf und schloss sich der dortigen Universitätsmannschaft, den St. Francis Xavier X-Men an, für die er bis 2005 im Atlantic University Sport, einer der drei Eishockeykonferenzen des Canadian Interuniversity Sports, spielte. Dabei wurde er 2004 in das Second All-Star-Team und 2005 in das First All-Star-Team der Konferenz gewählt. 2005 konnte er mit den X-Men auch den University Cup gegen die UNB Varsity Reds aus New Brunswick gewinnen, nachdem bereits zwei Jahre zuvor das Finale erreicht worden war, dass aber gegen die UQTR Patriotes aus Québec verloren ging.
Nach diesem Erfolg spielte er noch einige Spiele für die Idaho Steelheads in der ECHL. Anschließend zog es ihn in die Heimat seiner Mutter und er schloss sich Alba Volán Székesfehérvár an. Mit Alba Volán spielte er zwei Jahre sowohl in der ungarischen Liga, als auch in der Interliga. Während 2007 die Interliga gewonnen wurde, wurde er sowohl 2006 als auch 2007 ungarischer Meister. Nach seiner Zeit in Székesfehérvár spielte er je ein Jahr in Großbritannien und in Frankreich, bevor er nach Ungarn zurückkehrte und in Budapest je ein halbes Jahr für Ferencvárosi TC und die Budapest Stars, mit denen er 2010 die MOL Liga gewinnen konnte, auf dem Eis stand.
Zwischen 2010 und 2019 spielte Ennaffati in Kanada bei den Dundas RealMcCoys, mit denen er dreimal (2011, 2012, 2015) die jeweilige Amateurliga gewinnen konnte.

### International
Ennaffati spielte für Ungarn bei den Weltmeisterschaften der Division I 2008 und 2010 sowie bei der Weltmeisterschaft der Top-Division 2009, als die Ungarn erstmals nach 70 Jahren wieder in der höchsten Spielklasse antraten. Zudem vertrat er seine Farben beim Qualifikationsturnier für die Olympischen Winterspiele 2010 in Vancouver.

## Erfolge und Auszeichnungen
- 2004 Second All-Star-Team von Atlantic University Sport
- 2005 Gewinn des University Cups mit den St. Francis Xavier X-Men
- 2005 First All-Star-Team von Atlantic University Sport
- 2006 Ungarischer Meister mit Alba Volán Székesfehérvár
- 2007 Ungarischer Meister mit Alba Volán Székesfehérvár
- 2007 Gewinn der Interliga mit Alba Volán Székesfehérvár
- 2008 Aufstieg in die Top-Division bei der Weltmeisterschaft der Division I, Gruppe B
- 2010 Gewinn der MOL Liga mit den Budapest Stars
- 2011 Gewinn der MHL mit den Dundas Real McCoys
- 2012 Gewinn der ACH mit den Dundas Real McCoys
- 2015 Gewinn der ACH mit den Dundas Real McCoys